# Emmanuèle Baumgartner
Pour les articles homonymes, voir Baumgartner.
Emmanuèle Baumgartner (née Danchaud le 24 février 1940 à Nogent-le-Rotrou et morte le 7 août 2005 à Paris) est une philologue et médiéviste française, spécialiste de la littérature médiévale.

## Biographie
Agrégée de grammaire, spécialiste de la légende arthurienne, elle est l'auteure d'un doctorat d'État sur le Tristan en prose (dir. Jean Frappier), publié en 1975 et couronné par le prix Jean Reynaud de l'Académie des inscriptions et belles-lettres. Elle a été professeur à l'Université Paris Ouest Nanterre La Défense, puis à partir de 1990 à l'Université Sorbonne Nouvelle - Paris 3.

## Publications
- Le Tristan en prose. Essai d’interprétation d’un roman médiéval, Genève, Droz, 1975.
- Le Roman de Troie, Paris, Union générale d’éditions, 1987.
- La Geste du roi Arthur ; selon le « Roman de Brut » de Wace et l'« Historia regum Britanniae » de Geoffroy de Monmouth. Éd. et trad. par Emmanuèle Baumgartner et Ian Short. Paris : UGE, 1993. 343 p. (10-18 ; 2346. Bibliothèque médiévale).
- Dictionnaire étymologique et historique de la langue française, en collaboration avec Philippe Ménard, Le Livre de Poche  (ISBN 978-2-253-16004-5), 1996.
- Entre fiction et histoire : Troie et Rome au Moyen Âge, en collaboration avec Laurence Harf-Lancner, Presses Sorbonne Nouvelle, 1997.
- Poésies de François Villon, Folio, 1998.
- L'homme face au fantastique, 1999.
- Pyrame et Thisbé suivi de Narcisse et de Philoména, Folio, 2000.
- Tristan et Iseut, Ellipses, 2001.
- Romans de la table ronde de Chrétien de Troyes (essai et dossier), Folio, Gallimard, 2003.
- Dire et penser le temps au Moyen Âge : frontières de l'histoire et du roman, en collaboration avec Laurence-Harf-Lancner, Presses Sorbonne Nouvelle, 2005.
- La Mort du roi Arthur. Texte établi, traduit et présenté par Emmanuèle Baumgartner et Marie-Thérèse de Medeiros. Paris, Champion classiques, 2007.

## Direction d'ouvrages collectifs
- Emmanuèle Baumgartner (dir.) et Laurence Harf-Lancner (dir.), Entre fiction et histoire, Troie et Rome au Moyen Âge, Paris, Presses de la Sorbonne nouvelle, 1997, 250 p. (ISBN 2-87854-141-3, présentation en ligne).
- Emmanuèle Baumgartner (dir.) et Laurence Harf-Lancner (dir.), Dire et penser le temps au Moyen Âge : frontières de l'histoire et du roman, Paris, Presses de la Sorbonne nouvelle, 2005, 264 p. (ISBN 2-87854-313-0, présentation en ligne), [présentation en ligne], [présentation en ligne].

## Études
- Colloque Des Tristan en vers au Tristan en prose : hommage à Emmanuèle Baumgartner, actes des journées du 8 mars 2007 au 10 mars 2007, Université Paris III - Sorbonne Nouvelle, textes réunis par Laurence Harf-Lancner, Laurence Mathey-Maille, Bénédicte Milland-Bove et Michèle Szilnik, Paris, Honoré Champion, 2009  (ISBN 978-2-7453-1846-6).
- Jean Dufournet, « Emmanuèle Baumgartner (1940-2005) », Cahiers de recherches médiévales, 13 spécial, 2006, I-VI (lire en ligne).